# Die Indianer von Cleveland
Die Indianer von Cleveland (Originaltitel: Major League) ist eine US-amerikanische Filmkomödie von 1989. Ein Haufen sportlicher Versager rauft sich zu einer erfolgreichen Baseballmannschaft zusammen und durchkreuzt die Pläne der intriganten Besitzerin ihres Clubs. Regie führte David S. Ward.

## Handlung
Als der Besitzer der Baseballmannschaft Cleveland Indians stirbt, erbt Rachel Phelps das Team, eine frühere „exotische Tänzerin“. Um mit den Indians von Cleveland nach Miami umziehen zu können, will sie eine Klausel aus dem Vertrag mit der Stadt Cleveland nutzen. Diese erlaubt einen Umzug des Teams, wenn der Zuschauerschnitt unter eine bestimmte Höhe fällt. Um dies zu erreichen, will sie das schlechteste Team der Major League Baseball zusammenstellen. Der neue „Hobbytrainer“ Lou Brown bekommt daher hauptsächlich alternde und Amateurspieler, unter anderem den Ex-Häftling Ricky „Wild Thing“ Vaughn, zur Verfügung gestellt. Nach den Anfangstests des Teams stellt sich jedoch heraus, dass „The Indians“ gar nicht so schlecht sind. Nachdem sich die ersten Erfolge einstellen, reagiert Teammanagerin Phelps und stellt allen Luxus der Spieler ein. Als der Trainer und die Spieler von ihren Umzugsplänen erfahren, beginnt die Aufholjagd in der Liga. Das „Dreamteam“ schafft es schließlich in die Playoffs.

## Hintergrund
- Der Film wurde unter anderem in Tucson, Milwaukee und Chicago gedreht.[1] Er spielte in den US-Kinos ca. 49,8 Millionen US-Dollar ein.[2]
- Nach Straße der Ölsardinen (Cannery Row) (1982) war Die Indianer von Cleveland erst die zweite Regiearbeit und der erste Erfolg des Regisseurs David S. Ward.
- Bekannt wurde David S. Ward durch das Drehbuch zu Der Clou (The Sting) von 1973, für das er auch einen Oscar erhielt.
- Es war der erst dritte Film von Wesley Snipes, der hiermit seinen Durchbruch schaffte.
- Charlie Sheen und Tom Berenger hatten drei Jahre zuvor zusammen Platoon gedreht.
- Der Spieler „Willie Mays Hayes“ spielt an auf Willie Mays, der ebenfalls sehr schnell war und viele Bases erlief. Auch er war Center-Field-Spieler. Im zweiten Teil wird das Ganze noch untermalt von einem Fang, bei dem er den Ball mit dem Rücken zum Feld fängt, dem sogenannten „The Catch“.

## Synchronisation
| Rolle                    | Darsteller      | Synchronsprecher    |
| ------------------------ | --------------- | ------------------- |
| Rick "Wild Thing" Vaughn | Charlie Sheen   | Bernd Vollbrecht    |
| Jake Taylor              | Tom Berenger    | Patrick Winczewski  |
| Pedro Cerrano            | Dennis Haysbert | Christian Rode      |
| Roger Dorn               | Corbin Bernsen  | Ulrich Gressieker   |
| Willi Mays Hayes         | Wesley Snipes   | Charles Rettinghaus |
| Lou Brown                | James Gammon    | Wolfgang Völz       |
| Harry Doyle              | Bob Uecker      | Jürgen Thormann     |
| Lynn Wells               | Rene Russo      | Traudel Haas        |

## Fortsetzungen
Der Film war in Amerika so erfolgreich, dass zwei Fortsetzungen gedreht wurden, die aber eher erfolglos blieben.
- 1994: Die Indianer von Cleveland II (Major League II), Regie: David S. Ward
- 1998: Zweite Liga – Die Indianer von Cleveland sind zurück (Major League: Back to the Minors), Regie: John Warren

## Kritiken
Laut Rotten Tomatoes konnte der Film sowohl 40 hauptberufliche Filmkritiker als auch mehr als 50.000 Hobbyfilmkritiker zu mehr als 80 % überzeugen. Laut Cinemascore gaben US-amerikanische Kinobesucher dem Film im Durchschnitt Bestnoten.

„Ein Sportler-Film mit sanftem komödiantischem Anstrich, der letztlich zu viele bekannte Versatzstücke aneinanderreiht, um fesseln zu können und genaue Kenntnis der hierzulande kaum vertrauten Baseballregeln voraussetzt.“